# 蘇菲雅·迪馬蒂諾
蘇菲雅·迪馬蒂諾（英語：Sophia Di Martino，1983年11月15日—），是一位英國女演員，因出演漫威電影宇宙中的希薇一角而知名。

## 早年
迪馬蒂諾1983年出生於英國諾定咸。自幼喜歡與妹妹一起角色扮演，但礙於沒有人脈和害怕父母反對而只把演戲當作小夢想。後來她在高中時期修讀表演藝術，開始真正對演戲產生興趣，並在獲得了普通教育高級程度證書後升讀索爾福德大學，攻讀媒體與表演藝術榮譽文學士。畢業兩年後她與經理人簽約，發展演藝事業。

## 演藝生涯
迪馬蒂諾自2004年開始參與影視演出，曾於2008年的《今日的皇室》和2009年的《急診室》中分別飾演常設角色潔瑪·佩南兹和波莉·艾默生。她亦在2013年的《快樂山》和2015年的《皇家公主出走記》中分別飾演常設角色男主角亞當·古德曼的女友安貝爾和愛瑪·帕活老師。2016年，迪馬蒂諾於英國第四台電視劇《那些花兒》中飾演主要角色艾米·花華斯，並在同年參演電影《最黑暗宇宙》。2018年，迪馬蒂諾還主演了電視電影《到店自取》。 
2019年，迪馬蒂諾出演由Disney+播映的漫威電影宇宙第四階段影集《洛基》，飾演洛基的女性版本變異因子希薇，該劇集於2021年6月首播。目前尚未確定該角色會否在往後的漫威電影中再度出現，但迪馬蒂諾本人表示希望回歸。

## 個人生活
迪馬蒂諾與編劇威爾·夏普因拍攝電視劇《那些花兒》而認識，二人隨後相戀並交往，並在2019年誕下一名女兒，但未有結婚。 

## 作品列表

### 電影
| 年份 | 標題                  | 角色             | 備註         |
| ---- | --------------------- | ---------------- | ------------ |
| 2015 | 皇家公主出走記        | 菲比（Phoebe）   |              |
| 2016 | 最黑暗宇宙            | 伊娃（Eva）      |              |
| 2017 | 塗抹（Smear）              | 克蘿伊（Chloe）  | 主演；微電影 |
| 2019 | 緣來自昨天            | 卡蘿兒（Carol）  |              |
| 2021 | 路易斯·韋恩的激情人生 | 朱迪思（Judith） |              |

### 電視劇
| 年份      | 標題              | 角色                                | 備註           |
| --------- | ----------------- | ----------------------------------- | -------------- |
| 2004      | 霍爾比市          | 潔瑪·獲加（Gemma Walker）           | 客串；1集      |
| 2005      | 醫者心            | 娜塔莉·詹姆斯（Natalie James）      | 客串；1集      |
| 2006      | 新街法            | 艾娜（Ella）                        | 客串；1集      |
| 2006      | 嚴格保密          | 羅安娜（Roanna）                    | 客串；1集      |
| 2007-2009 | 理想              | 海倫娜（Helena）                    | 客串；2集      |
| 2007      | 心跳              | 温蒂（Wendy）                       | 客串；1集      |
| 2008      | 今日的皇室        | 潔瑪·佩南兹（Gemma Pennant）        | 常設；46集     |
| 2008      | 軍情五處：9號代碼 | 哈皮爾的女友                        | 客串；1集      |
| 2008      | 末日之後          | 西緬（Simone）                      | 客串；1集      |
| 2009      | 當男生遇上女生    | 時裝設計學生                        | 客串；1集      |
| 2009-2011 | 急診室            | 波莉·艾默生                         | 常設；83集     |
| 2010      | 通往加冕街之路    | 祖西·斯科特（Josie Scott）          | 主演；電視電影 |
| 2012      | 永恆的法則        | 露西·柯塞特（Lucy Orchard）         | 客串；1集      |
| 2013      | 美好的夜晚        | 梅布爾（Mabel）                     | 客串；1集      |
| 2013      | 南崖              | 米琪（Micki）                       | 客串；1集      |
| 2013      | 快樂山            | 安貝爾（Amber）                     | 客串；8集      |
| 2014      | 星期五晚餐        | 愛瑪（Emma）                        | 客串；1集      |
| 2014      | 四點鐘俱樂部      | 愛瑪·帕活老師（Miss Emma Parkwood） | 常設；10集     |
| 2015      | 小羽毛海蒂        | 漢娜·普雷斯蒂克（Hannah Prestwick） | 客串；1集      |
| 2015      | 職介破事兒        | 祖迪（Jodie）                       | 客串；1集      |
| 2016      | 駭人命案事件簿    | 安貝爾·萊亞德（Amber Layard）       | 客串；1集      |
| 2016—2018 | 那些花兒          | 艾米·花華斯（Amy Flowers）          | 主演；12集     |
| 2017      | 美國隱秘之旅      | 愛瑪（Emma）                        | 客串；1集      |
| 2018      | 荒原              | 莉莉（Lily）                        | 客串；2集      |
| 2018      | 到店自取          | 克萊爾·班納特（Clare Bennett）      | 主演；電視電影 |
| 2020      | 沉默的証人        | 克萊爾·阿殊比（Claire Ashby）       | 客串；2集      |
| 2021—2023 | 洛基              | 希薇                                | 主演；5集      |

## 外部連結
- 蘇菲雅·迪馬蒂諾在互联网电影资料库（IMDb）上的資料（英文）